# Stig Wallenberg
Stig Evert Wallenberg, född 5 september 1929 i Stockholm, död 17 april 2024 i Avesta, var en svensk tecknare, målare och teckningslärare.
Efter studier vid Konstfackskolan i Stockholm från 1950 utexaminerades Wallenberg som teckningslärare från Teckningslärarinstitutet 1954. Efter studierna anställdes han som lärare i Avesta, samtidigt som han verkade som  konstnär. Tillsammans med Gösta Backlund ställde han ut på De ungas salong i Stockholm[när?] och separat bland annat i Avesta och Falun. Han medverkade i samlingsutställningar arrangerade av Bergslagens konstförening och Folkare konstförening. Hans konst består av akvareller och teckningar.